# Ханойская цитадель
Ханойская цитадель (вьет. Hoàng thành Thăng Long) — культурный комплекс, включающий в себя первый королевский корпус времён династии Ли, а затем расширенный во время Чан, Ле и династии Нгуен. Руины примерно совпадают с сегодняшней Ханойской цитаделью.
Королевские дворцы и большинство строений в Тханг Лонг были в той или иной степени разрушены к концу XIX века из-за действий французской армии во время завоевания Вьетнама (Тханг Лонг — это старое название Ханоя). В XX веке комплекс всё ещё разрушался из-за продолжающихся войн. Только в начале XXI века были начаты систематические раскопки.
28 декабря 2007 года Центральная часть Королевской цитадели Тханглонг-Ханой была классифицирована как архитектурный памятник государственного значения, а 12 августа 2009 года её объявили Особым национальным памятником.
Центральный комплекс императорской цитадели был занесён в список Всемирного наследия ЮНЕСКО 31 июля 2010 года на 34 сессии в Бразилии.

## История
Центральная часть Королевской цитадели Тханглонг-Ханой расположена на площади 18.000 кв.м. в районе раскопок на улице Хоангзьеу, в доме № 18, и на территории древней ханойской цитадели.
Центральная часть Королевской цитадели включает в себя некоторые наземные объекты, среди них самым ранним по времени является, датируемый 1467 годом, фундамент дворца Киньтхиен, заложенный при династии ранних Ле, и каменные ступени, каменные перила с высеченными драконами. Сохранились ворота Доанмон (то есть Южные ворота), ведущие в Запретный город в цитадели. А от Ханойской цитадели при династии Нгуен сохранились Северные ворота и Башня-Флагшток. Сохранились и некоторые французские военные объекты, например, штаб артиллерии, построенный на одной части фундамента дворца Киньтхиен
В 1998 году археологи проводили разведывательные раскопки у подножия Южных, Северных ворот и Дворца Принцесс. Там они нашли многие реликвии, относящиеся ко времени правления династий Ли и Чан. Позднее, в 2008 году, на другой территории раскопок в середине пути от Южных ворот до основания дворца Киньтхиен, учёные нашли следы Королевского двора династии Ле, покрытого типичными для этой эпохи плитками. Важные материалы были обнаружены в ходе раскопок с декабря 2002 до 2004 года в доме № 18 улицы Хоангзьеу. На территории 19.000  м² нашли целый комплекс артефактов и памятников, охватывающих длительный период истории: до XI века (то есть до основания здесь Тханглонга), потом период существования Тханглонга и до настоящего ханойского периода. Площадь раскопок расширилась и достигла 33.000 кв.м. Найденные культурные слои располагались друг на друге, были обнаружены архитектурные памятники, дренажные системы, колодцы, основания колонн и стен, следы русла древних рек и озёр.
Остатки Имперского города были обнаружены на месте зала собраний Бадинь, когда он был снесён в 2008 году, для освобождения места для строительства нового здания парламента. Различные археологические находки, которые были найдены выставлены в Национальном музее. До сих пор только небольшая часть Тханг Лонг была раскопана.

## Знамённая башня
Среди зданий, связанных с императорским городом выделяется Знамённая башня Ханоя. Её высота составляет 33,4 метра (с флагом — 41 метр). Башня является символом города. Построенная в 1812 году во время династии Нгуен, башня, в отличие от многих других зданий Ханоя не была разрушена. Во времена французского господства над Вьетнамом (1885—1954 год), она использовалась для наблюдения за окрестностями и как точка сообщения между штаб-квартирой и отдаленными военными постами.
Знаменная башня не входит в территорию цитадели, обычно показываемую туристам. Осмотреть её можно отдельно от крепости, пройдя в направлении Военно-исторического музея Ханоя. По состоянию на 2013 год входная плата в крепость составляет 30 000 донгов, что равно примерно 1,5 долларам США. К осмотру открыта большая часть комплекса. Лишь некоторые его части закрыты от посетителей в связи с поведением там археологических работ. Так же северная часть крепости по прежнему используется армией Вьетнама, и доступ туда невозможен.

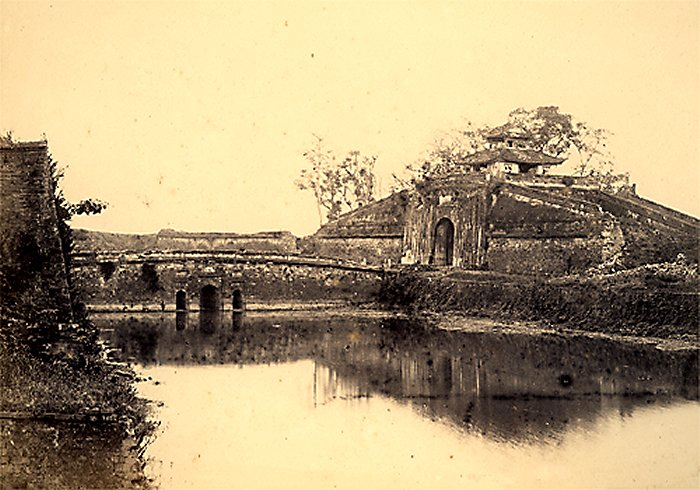
Северные ворота с крепостным рвом
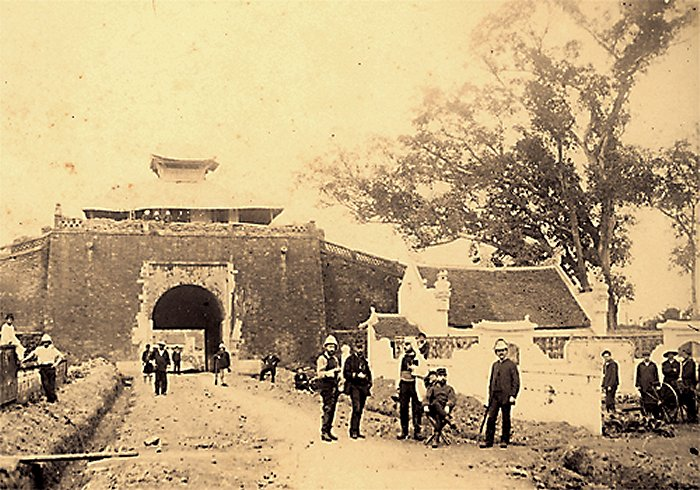
Фасад цитадели
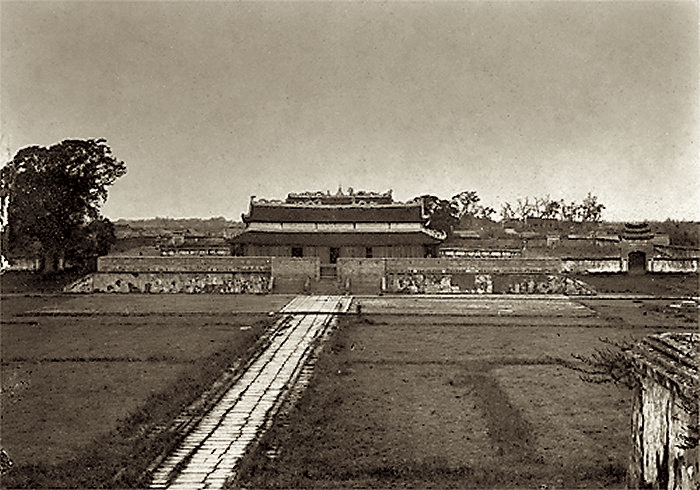
Императорский дворец
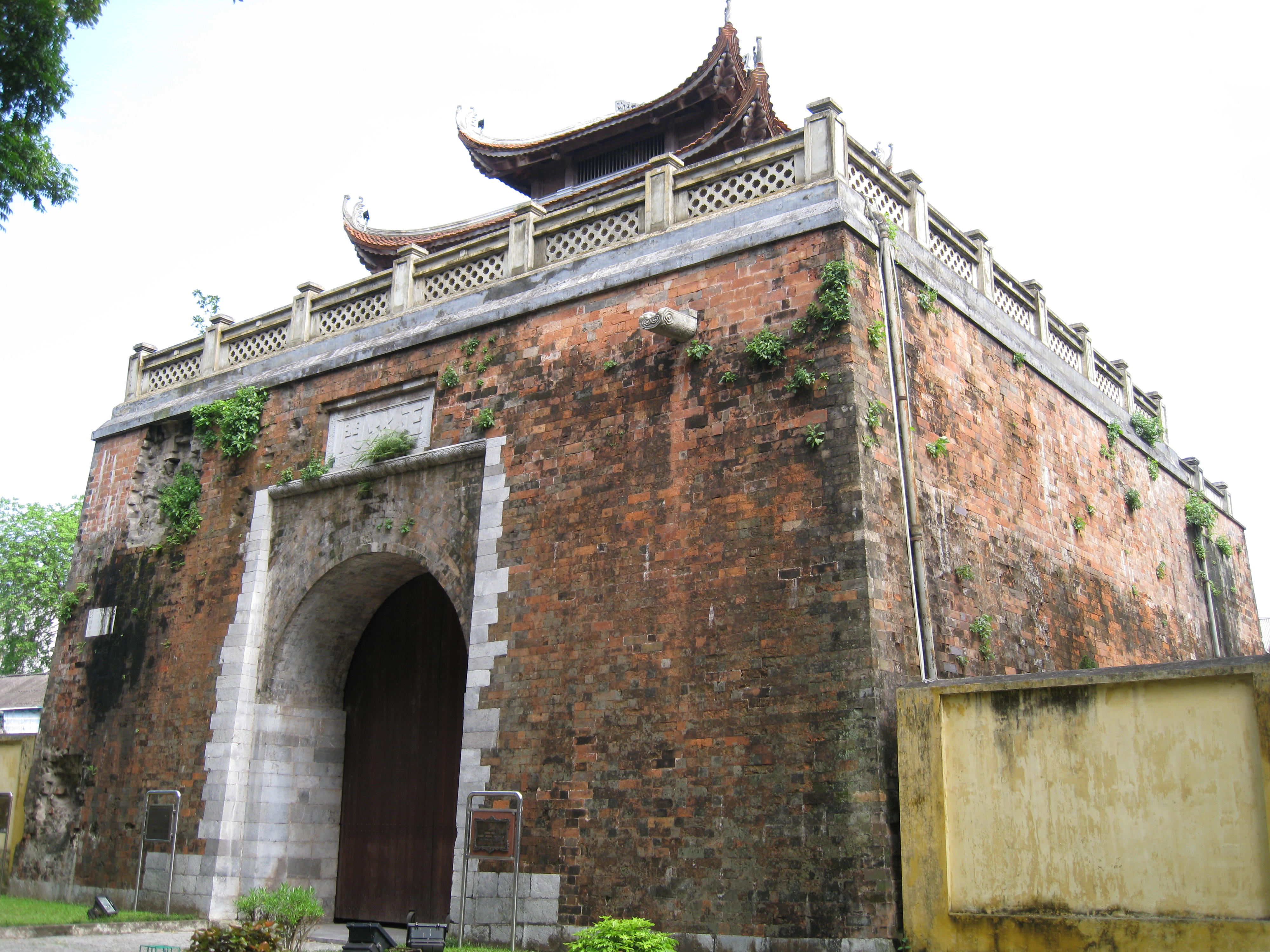
Северные ворота в 2009 году